# Dinastija Shang
Dinastija Shāng (kineski: 商朝, pinyin: Shang Chao) ili Dinastija Yīn (殷代) (oko 1600. pr. Kr. do oko 1046. pr. Kr.) je prva povijesna kineska dinastija koja je vladala sjeveroistočnim dijelom područja poznatog kao „Uža Kina”, u dolini Žute rijeke. Dinastija Shāng je slijedila polumitsku dinastiju Xiju i prethodila dinastiji Zhōu. Podaci o dinastiji Shang dolaze iz povijesnih zapisa za dinastije Zhou, kao i zapisa samih Shanga na brončanim i kostima za proricanje, kornjačninim oklopima i drugim kostima na kojima je napisan prvi značajnih opus kineskih znakova. Natpisima na kostima za proricanje, koje datiraju iz druge polovice dinastije, obično su bilježili datume u šezdesetogodišnjem ciklusu „Nebeskih pupoljaka” i „Zemaljske grane”, iza kojih je slijedilo ime vjernika i tema o kojoj su se pitali bogovi. Tumačenje odgovora (prognostikacija) i da li je proricanje bilo uspješno se naknando dodavalo. Ova gatanja služe kao izvor podataka o politici, ekonomiji, kulturi, religiji, geografiji, astronomiji, kalendaru, i umjetnosti u tom periodu, te daju ključni uvid u rane stadije kineske civilizacije. Današnja kineska kultura potječe iz ove dinastije. 
Jedna od prijestolnica Shanga, kasnije u povijesti poznato kao Ruševine Yina (殷墟), nalazi se u blizini modernog Anyanga (安陽). Arhaeološka iskapanja su tamo razotkrila 11 većih kraljevskih grobova Yina, kao i temelje palače i ritualnih objekata, na kojima se nalazi oružje, kao i ostaci ljudskih i životinjskih žrtava. Desetine tisuća artefakata od bronce, žada, kamena, kostiju i keramike su pronađene, a kvaliteta brončanih predmeta ukazuje na visok stupanj civilizacije. Pronađeno je više od 20.000 zapisa na kostima za proricanje tijekom početnih iskapanja 1920-ih i 1930-ih, a poslije još više njih. 

## Povijest
Predak ove dinastije bio je Xie od Shanga, sin cara Kua. Za dinastiju Shang se vjeruje da ju je osnovao vođa pobunjenika koji je uspio svrgnuti posljednjeg vladara dinastije Xia. Njena civilizacija se, uz lov i stočarstvo, temeljila na ratarstvu. Zapisi velikog povjesničara navode kako je dinastija Shang premještala svoju prijestolnicu šest puta. Posljednja i najvažnija selibda u Yin godine 1350. pr. Kr. rezultirala je zlatnim dobom dinastije. Naziv dinastija Yin je sinonim s nazivom dinastija Shang, a u povijesti je bio i popularniji, ali se danas više koristi kako bi se označila druga polovica razdoblja dinastije Shang. Japanci, pak još uvijek za dinastiju Shang koriste izraz dinastija Yin (In).
Loza nasljednjih kraljeva Shanga je u to doba vladala velikim dijelom sjeverne Kine, a trupe Shanga su često vodile ratove sa susjednim naseljima i nomadskim stočarima iz stepa u unutrašnjosti Azije. Glavni gradovi, pogotovo Yin, bili su središte raskošnog dvorskog života. U njima su se razvili složeni dvorski rituali s ciljem odobravanja duhova. Osim svoje političke funkcije, kralj je bio i poglavar kulta temeljenog na štovanju predaka i duhova. I sam kralj je često obavljao rituale proricanja, pogotovo pred kraj dinastije. Dokazi iz kraljevskih grobnica pokazuju da su vladari i članovi njihovih porodica pokapani s vrijednim predmetima, vjerojatno kako bi im služili u zagrobnom životu. Vjerojatno zbog istog tog razloga su se zajedno s njihovim truplima pokapano na stotine živih pučana, koji su možda bili robovi.
Dinastija Shang je imala razvijeni pismeni sustav, a njegova složenost ukazuje na raniji razvoj, iako o njemu još uvijek nema dokaza. Oblikovanje bronce i keramike su se također razvili za kulture Shang. Bronca se češće koristila za umjetničke predmete, nego za izradu oružja. Astronomi dinastije Shang su, pak, otkrili Mars i brojne komete. U to vrijeme su izumljeni i brojni glazbeni instrumenti.
Utjecaj Shanga, iako ne i izravna vlast, proširio se na sjeveroistok sve do današnjeg Pekinga, gdje je drevna kultura koja prethodi državi Yan pokazala tragove kulture Shanga Najmanje jedna grobnica u ovom podrulju je u razdoblju ranog Shanga posjedovao i brončane predmete u stilu Shanga, kao i zlatni nakit u lokalnom stilu. Za ovaj utjecaj Shanga se vjeruje kako je olakšao integraciju Yana u kasniju dinastiju Zhou
Kraljevi Shanga u svojim proricanjima često iskazuju zabrinutost zbog skupina fang koji su predstavljali barbare izvan civiliziranih oblasti pod nadzorom Shanga (tu).  Često se spominje tufang skupina u oblasti Yan Shan kao neprijateljska. Otkriće bodeža-sjekire u Chenggu stilu kod Xiaohenana pokazuje da je čak i u ovom ranom stupnju kineske povijesti bilo neke veze između udaljenih oblasti sjeverne Kine.
Kralj Zhou od Shanga, posljednji kralj Yina, počinio je samoubojstvo nakon što mu je vojsku porazila vojska dinastije Zhou. Legende kažu da ga je u odlučujućoj bitci vojska izdala priključivši se pobunjenicima.
Borbama Yina i Zhoua je posvećen kineski klasični roman Fengshen Yanyi.
Nakon kolapsa Yina, preživjeli članovi kraljevske obitelji su kolektivno promijenili prezime iz kraljevskog Zi (子, transliteracija: Cu) u naziv propale dinastije Yin (殷). Obitelj je ostala dio plemstva i često pružala upravne usluge novoj dinastiji Zhou. Kralj Cheng od Zhoua, iako tek regent, njegov ujak vojvoda Dan od Zhou (周公旦), dali su bratu bivšeg Shangovog kralja Weia, Wei Zija (微子) vlast u bivšoj prijestolnici Shanga, Shangqiu (商), te teritoriju koja će poslije postati država Song (宋). Država Song i nasljednici Shanga su održavali rituale u počast preminulih kraljeva Shanga koji su trajali do 286. pr. Kr.
I korejske i kineske legende tvrde da je ogorčeni Shang kraljević Yin, imena Jizi (箕子), odbio predati vlast Zhouima, te umjesto toga sa svojom postrojbom napustio Kinu i osnovao Gojoseon kraj suvremenog Pyongyanga, odnosno jednu od ranih korejskih država.
Mnogi klanovi Shanga su imigrirali na sjever i stopili se s kulturom Yan u razdoblju Zapadnih Zhoua. Ovi su klanovi imali elitni status, te su nastavili sa svojim pogrebnim i obrednim tradicijama.

## Znanstveni dokazi dinastije Shang
Zapisi pronađeni u Anyangu potvrđuju povijesno postojanje dinastije Shang. Međutim, zapadni povjesničari se još uvijek ustručavaju povezati neke od naselja iz doba Anyanga s dinastiijom Shang Tako se, na primjer, arheološki nalazi u Sanxingduiu tumače kao zasebna i napredna civilizacija, koja, za razliku od one kod Anyanga, nije poznavala pismo.
Opseg kontrole Shanga je teško odrediti, s obzirom na nedostatak arheoloških istraživanja. Povjesničari smatraju da je grad Yin, kojim su upravljali Shangi iz službene povijesti, koegzistirao s kulturno različitim naseljima u ostatku Sjeverne Kine.
Kineski povjesničari iz kasnijih razdoblja su bili navikli na ideju da jedna dinastija zamjenjuje drugu, ali se vjeruje da je politička situacija u ranoj Kini ipak bila nešto složenija. Xia i Shang mogu biti reference na političke entitete koji su istovremeno postojali, isto kao što se zna da je rani Zhou (država nasljednica Shanga), postojao u isto vrijeme kad i Shang Ovaj pristup sustavu Sandai („Tri dinastije”) je promicao poznati arheolog Kwang-chih Chang.
Isto tako, iako ruševine Yin Xua potvrđuju postojanje Kasnog Shanga, ne postoje dokazi koji bi ukazivali na postojanje dinastije Shang prije preseljenja u njenu posljednju prijestolnicu. To se ponekad u povijesti referira tako da se Shang Yin-ere naziva „Kasni Shang”, a Shang prije jiaguwena kao „Rani Shang”.  Problem je manje u urotnicima i pobunjenicima koji su u zapisima pokušali dati legitimitet dinastiji Shang, a više u nastojanju povjesničara i arheologa da razdvoje povijesno potvrđena društva i prapovijesne arheološke kulture.

## Organizacija, obrt i rad
Još od oko 1500. pr. Kr., rana dinastija Shang je masovno proizvodila brončane posude i oružje. Ovakva produkcija je zahtijevala brojnu radnu snagu koja bi kopala rude, rafninirala i prevozila bakrenu, kositrenu i olovnu rudaču. Dvor dinastije Shang i plemstvo su zahtijevali velike količine različitog brončanog posuđa za razne ceremonijalne svrhe i vjerske obrede, pa je to sa sobom povlačilo potrebu za službenim nadzornicima koji bi upravljali radnicima i obrtnicima. S velikom količinom bronce na raspolaganju, vojska je mogla biti bolje opremljena s raznim brončanim oružjem, a bronca se koristila i za kotače dvokolica koje su se počele široko koristiti oko 1200. pr. Kr.
Pored toga što su bili zapovjednici vojske, kraljevi Shanga su svoju nadmoć nad ostatkom društva pokazivali i kao vrhovni svećenici, odnosno voditelji vjerskih obreda. Kao što jedna kost za proricanje pokazuje, kraljevi Shanga su se vidjeli kao najkvalificiraniji članovi društva za nuđenje žrtava svojim kraljevskim precima, odnosno vrhovnom bogu Diju, koji je po njihovom vjerovanju bio odgovoran za kišu, vjetar i gromove.

## Vojska Shanga
Pješaštvo Shanga bilo je naoružana s različitim oružjem od kamena i bronce, uključujući máo koplja, yuè sjekire na motkama, ge helebarde, lukove, te šljemove od bronce i kože (Wang Hongyuan 1993).  Njihovu zapadnu vojnu granicu su predstavljale planine Taihang, gdje su se borili protiv ma ili „konjskih” barbara, koji su možda koristili dvokolice.  Sami Shangi su dvokolice vjerojatno koristili jedino kao mobilna komandna vozila ili elitne simbole. Iako je Shang ovisio o vojničkim vrlinama plemstva, mase gradskog i ruralnog stanovništva su vladarima služile ne kao izvor radne snage nego i regruta prilikom važnijih vojnih akcija. Vazali plemenitog roda i vladari podređenih država su imali obvezu svoje lokalne vojne snage opremati s oružjem, oklopom i opremom, dok je sam kralj Shangau svom glavnom gradu držao oko tisuću ljudi koje je osobno vodio u bitku. Rudimentarna vojna birokracija se morala razviti kako bi se snage od oko tri do pet tisuća ljudi mogle voditi u pograničnim pohodima, a jednom je zapisano kako se trinaest tisuća vojnika mobiliziralo kako bi se ugušio ustanak pobunjenih vazalnih država.
Vojska se obično dijelila u tri dijela: lijevo krilo, desno krilo i sredinu. U njima su postojala dva glavna tipa jedinica, labavo organizirano pješaštvo regruta koja je imalo pomoćnu ulogu, te jezgro vojske sastavljeno od vojničkog plemstva koje je koristilo dvokolice. Ratovanje s dvokolicama je dominiralo kineskim bojnim poljima sve do perioda Razdoblja zaraćenih država (481. pr. Kr.-221. pr. Kr.), iako ga je s vremenom zamijenila pješadijska taktika, a kasnije konjica u 3. stoljeću pr. Kr. Međutim, čak i nakon što je Shang uveo dvokolice u vojsku, plemstvo se još uvijek borilo pješke, a dvokolice su uglavnom korištene za transport, ceremonije i velike lovačke ekspedicije. Dvokolice su u razdoblju Shanga nosile tri čovjeka: vozača u središtu, strijelca na lijevoj strani i ratnika s helebardom na desnoj strani. Bile su kvadratičnog oblika s dva velika kotača i vučena s dva konja, iako su neke vukli četiri konja.

## Vladari dinastije Shang
| Postumna imena (Shi Hao 諡號)1 | Postumna imena (Shi Hao 諡號)1 | Postumna imena (Shi Hao 諡號)1 | Postumna imena (Shi Hao 諡號)1 | Postumna imena (Shi Hao 諡號)1 |
| --- | ------------------------------ | ------------------------------ | ------------------------------ | --- |
| ' |                                |                                |                                | |
| Redoslijed | Vladavina2                     | Kineski                        | Pinyin3                        | Bilješke |
| 1. | 29                             | 湯                             | Tāng                           | Kralj-mudrac, sin Shi Guija, uspješnom pobunom svrgnuo tiranina Jiéa (桀) od Xie (夏) |
| 2. | 2                              | 太丁                           | Tài Dīng                       | ili Da Ding; sin kralja Tanga |
| 3. | 2                              | 外丙                           | Wài Bǐng                       | ili Bǔ Bǐng; Tài Dingov mlađi brat |
| 4. | 4                              | 仲壬                           | Zhòng Rén                      | Wài Bingov mlađi brat |
| 5. | 33                             | 太甲                           | Tài Jiǎ                        | ili Da Jiǎ; sin Da Dinga |
| 6. | 29                             | 沃丁                           | Wò Dǐng                        | Sin Tài Jiǎ |
| 7. | 25                             | 太庚                           | Tài Gēng                       | ili Dà Gēng; Wò Dǐngov mlađi brat |
| 8. | 36                             | 小甲                           | Xiǎo Jiǎ                       | Tài Gēngov mlađi brat |
| 9. | 75                             | 雍己                           | Tài Wù                         | ili Dà Wù; Xiǎo Jiov mlađi brat |
| 10. | 12                             | 太戊                           | Yōng Jǐ                        | Tài Wùov mlađi brat |
| 11. | 11                             | 仲丁                           | Zhòng Dīng                     | Tài Wùov mlađi brat |
| 12. | 15                             | 外壬                           | Wai Ren                        | ili Bǔ Rén; Wò Dǐngov sin |
| 13. | 9                              | 河亶甲                         | Hé Dǎn Jiǎ                     | Wò Dǐngov sin |
| 14. | 19                             | 祖乙                           | Zǔ Yǐ                          | ili Qie Yǐ; mlađi brat Hé Dǎn Jiǎ |
| 15. | 16                             | 祖辛                           | Zǔ Xīn                         | ili Qiě Xīn; sin Zǔ Yǐja |
| 16. | 20                             | 沃甲                           | Wò Jiǎ                         | ili Qiāng Jiǎ; mlađi brat Zǔ Yǐja |
| 17. | 32                             | 祖丁                           | Zǔ Dīng                        | Sin Zǔ Xīna |
| 18. | 29                             | 南庚                           | Nán Gēng                       | Sin Wò Jiǎ |
| 19. | 7                              | 陽甲                           | Yáng Jiǎ                       | ili Xiàng Jiǎ; sin Zǔ Dīnga |
| 20. | 28                             | 盤庚                           | Pán Gēng                       | Mlađi brat Yáng Jiǎ. Dinastija Shang vlada iz Yīna (殷). Razdoblje koje počinje s Pán Gēngom je također poznato kao dinastija Yīn, odnosno početak zlatnog doba dinastije Shāng i prvo povijesno pouzdano razdoblje. Vjeruje se da prvi natpisi na proročkim kostima potječu iz vremena vladavine Pán Gēnga. |
| 21. | 21                             | 小辛                           | Xiǎo Xīn                       | Mlađi brat Pán Gēnga |
| 22. | 21                             | 小乙                           | Xiǎo Yǐ                        | Mlađi brat Xiǎo Xīna |
| 23. | 59                             | 武丁                           | Wǔ Dīng                        | Sin Xiǎo Xīn, oženjen s Fu Hao, bio je slavan ratnik. Vjeruje se da je većina proročkih kostiju iz razdoblja njegove vladavine. |
| 24. | 59                             | 且己                           | Zǔ Jǐ                          | ili Qiě Jǐ; sin Wǔ Dīnga |
| 25. | 7                              | 祖庚                           | Zǔ Gēng                        | Mlađi brat Zǔ Jǐja |
| 26. | 33                             | 祖甲                           | Zǔ Jiǎ                         | Mlađi brat Zǔ Gēnga |
| 27. | 6                              | 廩辛                           | Lǐn Xīn                        | Sin Zǔ Jiǎ |
| 28. | 6                              | 庚丁                           | Gēng Dīng                      | ili Kang Ding (康丁 Kāng Dīng); mlađi brat Lǐn Xīna |
| 29. | 4                              | 武乙                           | Wǔ Yǐ                          | Mlađi brat Gēng Dīnga |
| 30. | 3                              | 文丁                           | Wén Dīng                       | Mlađi brat Wǔ Yǐja |
| 31. | 37                             | 帝乙                           | Dì Yǐ                          | Sin Wén Dīnga |
| 32. | 30                             | 帝辛                           | Dì Xīn                         | ili Zhòu (紂), Zhòu Xīn (紂辛) ili Zhòu Wáng (紂王); sin Dì Yǐja |
| Bilješke: 1. Imenu vladavine ponekad prethodi ime dinastije Shāng (商). 2. Podaci o trajanju vladavine su izvedeni iz pismenih dokumenata koji su napisani mnogo kasnije, te nisu još potkrijepljeni povijesnim činjenicama. Svi datumi su okvirni do 840-ih pr. Kr. Vidi dinastiju Zhou za više informacija. 3. Vladari dinastije Shang su tijekom vladavine nazivani kraljevima, a postumno carevima. Osobna imena većine vladara Shanga nisu poznata. Gore navedena imena su postumna te nadahnuta „Nebeskim pupoljcima”. |                                |                                |                                | |

## Poveznice
- Kultura Erligang
- Dinastije u kineskoj povijesti
- Xie od Shanga